# Turnovo
 Turnovo  falu Horvátországban Krapina-Zagorje megyében. Közigazgatásilag Desinićhez tartozik.

## Fekvése
Krapinától 15 km-re délnyugatra,  községközpontjától 5 km-re délkeletre a Horvát Zagorje északnyugati részén fekszik.

## Története
A településnek 1857-ben 51, 1910-ben 89 lakosa volt. Trianonig Varasd vármegye Pregradai járásához tartozott. A településnek 2001-ben 29 lakosa volt.

## Külső hivatkozások
Desinić község hivatalos oldala